# Gare de Kupittaa
La gare de Kupittaa (en finnois : Kupittaan rautatieasema) est une gare ferroviaire de la ligne d'Helsinki à Port de Turku. Elle est située dans le quartier de Kupittaa à Turku en Finlande. La cathédrale de Turku est située à environ un kilomètre à l'ouest de la gare.
Mise en service en 1914, elle est déplacée et reconstruite en 1995. Le bâtiment en bois d'origine est toujours présent au nord-ouest de la gare actuelle.

## Situation ferroviaire
La gare de Kupittaa est située au point kilométrique (pk) 189,7 de la ligne d'Helsinki à Port de Turku, entre les gares en service de Salo et Turku.

## Histoire

### Première gare (1914-1995)
La gare, alors dénommée Turku Itäinen dispose dès 1909 d'un bâtiment en bois dû à l'architecte John Slopen, néanmoins la gare est mise en service le 16 mars 1914. La gare est située dans une zone densément peuplée. Du côté est de la gare se trouvait le quartier de Nummi, qui faisait partie de la municipalité de Kaarina et a été annexé à Turku en 1939. Elle est renommée Kupittaa en 1946.
Le trafic de passagers à la gare de Kupittaa est interrompu lors d'un arrêt du trafic local sur la ligne côtière en 1979 : il n'y a eu aucun trafic de voyageurs à la gare du 26 mai 1979 au 17 août 1986 et du 15 août 1987 au 28 mai 1988. Après ces interruptions, tous les trains de voyageurs sur la ligne côtière ont recommencé à marquer l'arrêt à Kupittaa.

### Seconde gare (depuis 1995)
Le nouveau bâtiment de la gare a été achevé en 1995, la nouvelle gare est inaugurée le 12 janvier 1995. La gare devait s'appeler Data Stop au début des années 1990, du nom du centre technologique DataCity situé à côté, mais il a été décidé de conserver l'ancien nom.
En 2008, elle a accueilli 308 000 passagers. Elle dispose de quais d'une hauteur de 55 cm.

## Service des voyageurs

### Accueil
Gare sans personnel, elle dispose : d'un automate pour l'achat de titres de transports, d'une salle d'attente ouverte du lundi au vendredi de 5h15 à 21H et les samedis et dimanches de 7h15 à 21h et de toilettes. Elle est accessible aux personnes à la mobilité réduite du fait de la présence de deux ascenseurs et d'un service d'assistance qu'il faut réserver 36 heures avant son départ.

### Desserte
Kupittaa est desservie par toutes les circulations de trains de voyageurs sur la ligne d'Helsinki à Turku.

Installations et desserte
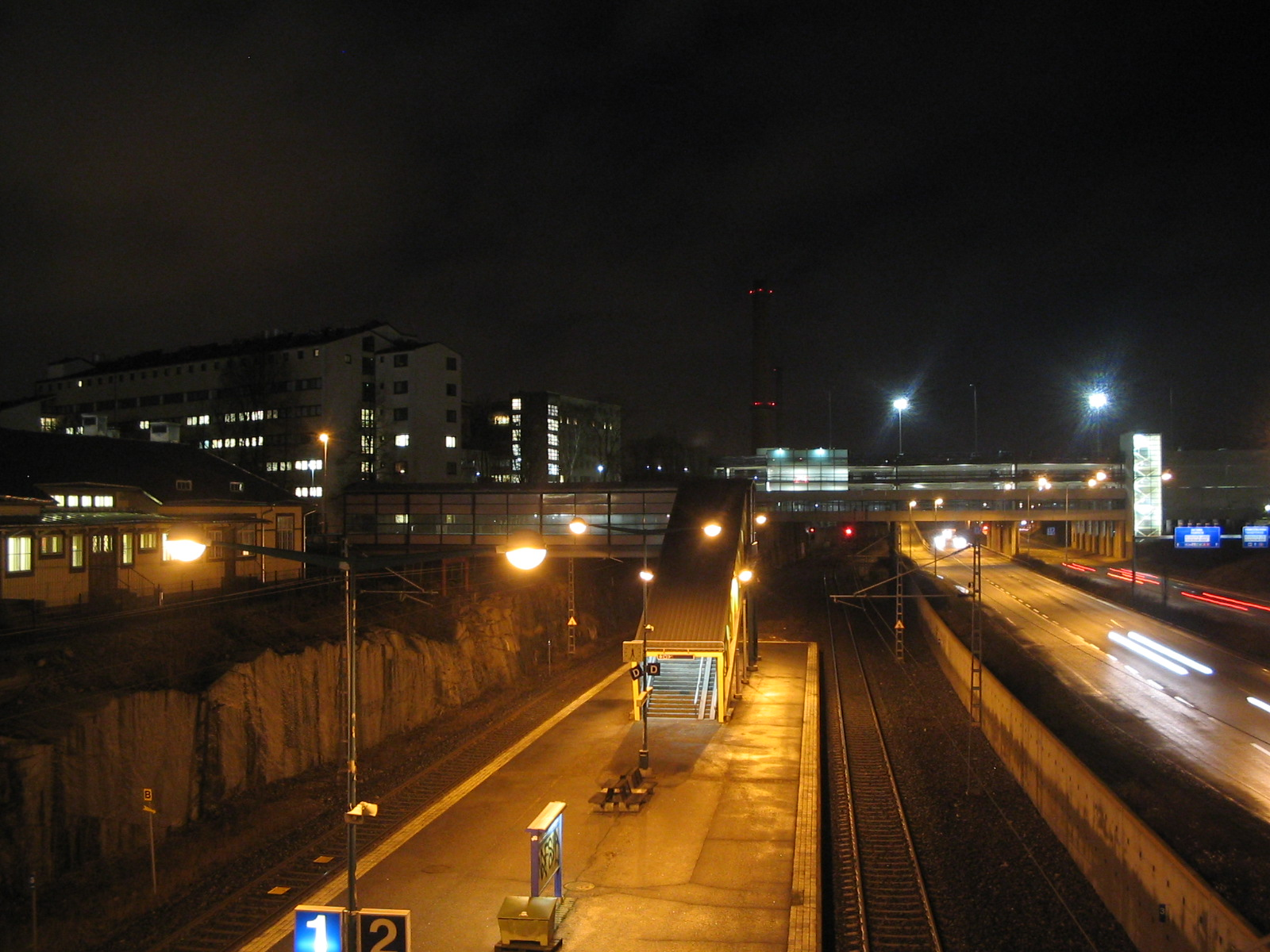
Vue d'ensemble en 2008.
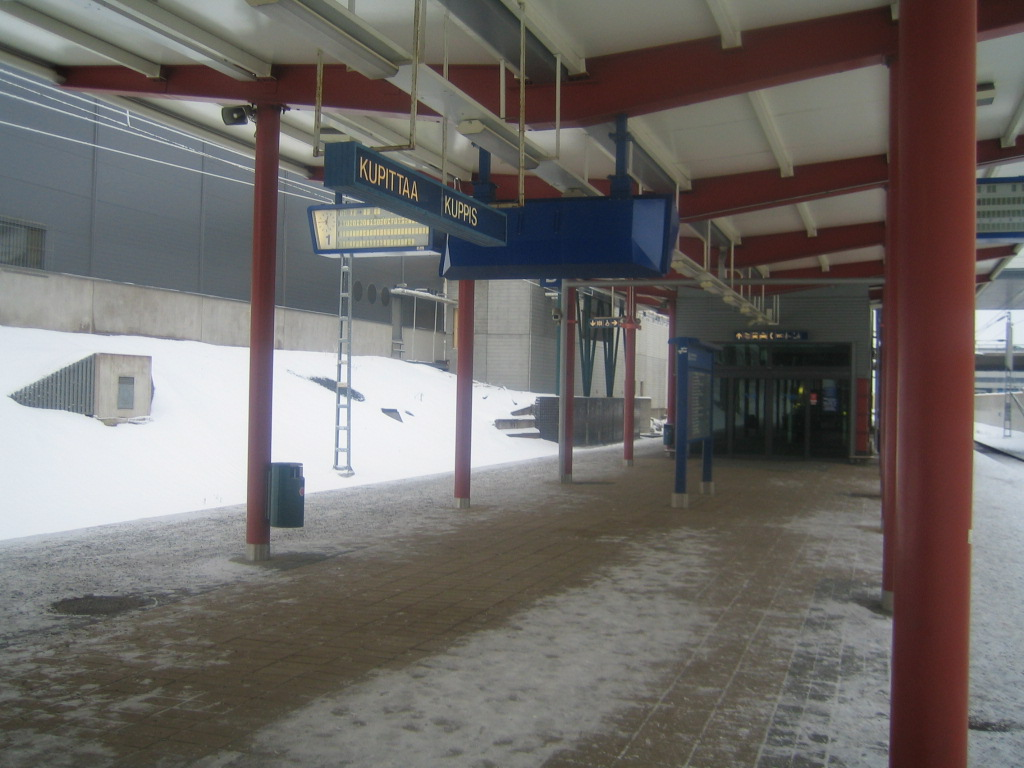
Le quai en 2006.
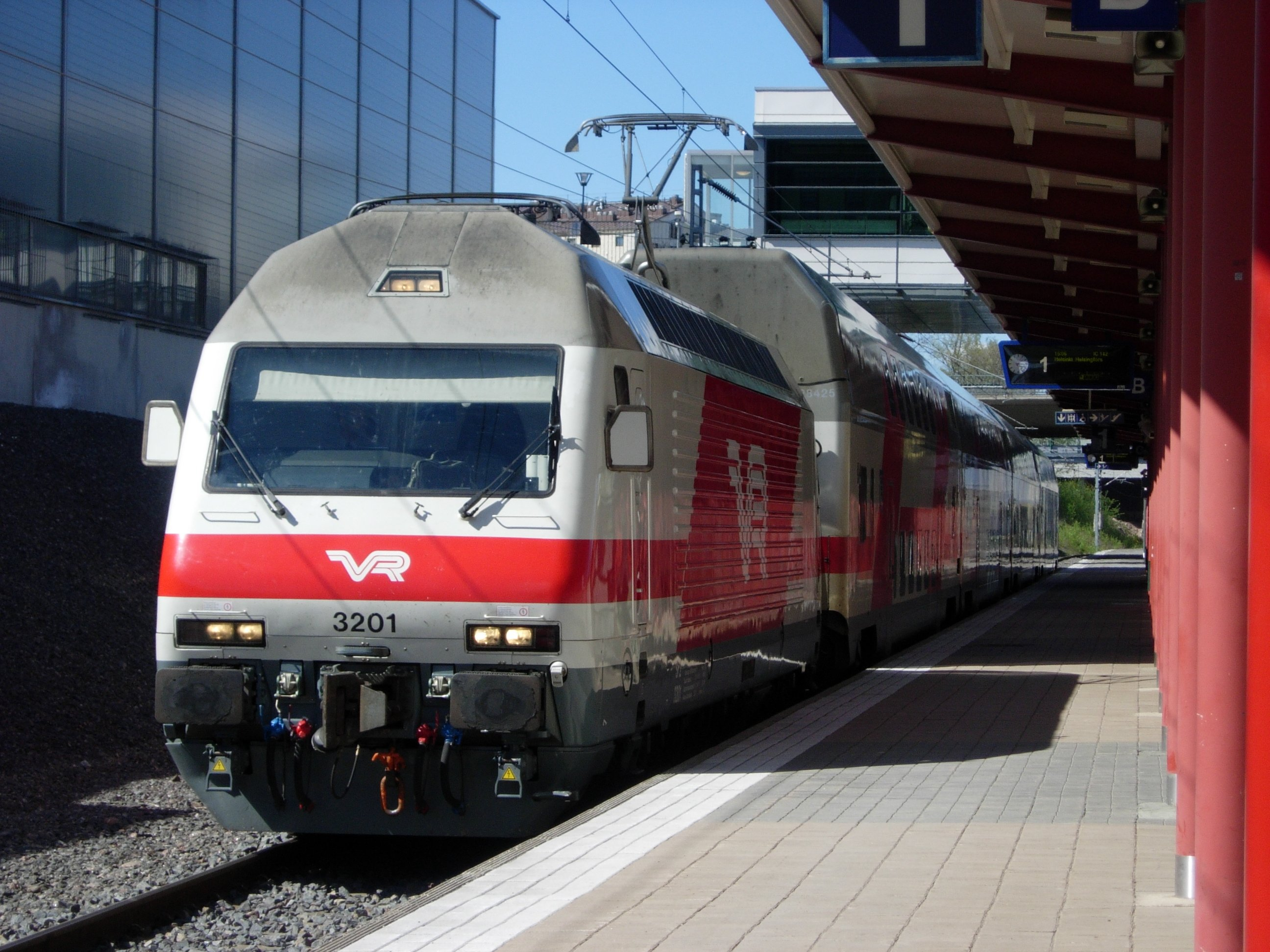
Train IC en 2007.

### Intermodalité
À proximité des arrêts sont desservis par les lignes 32, 42 et 58.

## Patrimoine ferroviaire
Désaffecté du service ferroviaire, le bâtiment en bois d'origine, construit en 1909 par l'architecte John Slopen, est toujours présent à une centaine de mètres au nord-ouest de la gare actuelle.